# James Anderson (Schauspieler, 1921)
James Anderson (* 13. Juli 1921 in Wetumpka, Alabama; † 14. September 1969 in Billings, Montana) war ein US-amerikanischer Schauspieler.

## Leben
Geboren in Alabama, folgte Anderson seiner älteren Schwester Mary Anderson (1918–2014) ins Schauspielgeschäft. Bereits 1941 hatte er unter der Regie von Howard Hawks sein Filmdebüt im Kriegsdrama Sergeant York mit Gary Cooper in der Hauptrolle. Bis 1942 folgten mehrere kleine Filmrollen, ehe Anderson seine beginnende Hollywood-Karriere unterbrach und im Zweiten Weltkrieg diente. Ende der 1940er-Jahre kehrte er nach Hollywood zurück, wo er zunächst allerdings wieder nur kleinere Rollen erhielt.
In den 1950er-Jahren machte sich Anderson dann einen Namen als Schauspieler in B-Western (manchmal als Kyle James), in denen er zumeist raue Revolvermänner oder finstere Banditen spielte. Auch viele Westernserien wie Rauchende Colts, Am Fuß der blauen Berge, Tausend Meilen Staub sowie Bonanza besetzten ihn regelmäßig nach diesem Rollentypus als Schurken. Über Nebenrollen kam der Charakterdarsteller praktisch nie hinaus, außer in einigen B-Filmen wie Die letzten Fünf (1951), wo er einen von fünf Überlebenden einer Nuklearattacke spielte. Seinen wohl bekanntesten Auftritt hatte Anderson im Filmklassiker Wer die Nachtigall stört (1962) unter der Regie von Robert Mulligan, nach dem gleichnamigen Roman von Harper Lee. Darin verkörperte er den hinterwäldlerischen und rassistischen Bob Ewell, der einen offenkundig unschuldigen Afro-Amerikaner zur Anklage bringt. Während der Dreharbeiten sollen auch echte Spannungen zwischen Anderson und den Darstellern Gregory Peck und Brock Peters zu spüren gewesen sein.
In seinem letzten, erst posthum veröffentlichten Film Little Big Man (1970) unter Regie von Arthur Penn stellte er einen Sergeanten dar. James Anderson starb im September 1969 im Alter von 48 Jahren, wobei die im Internet angegebenen Todesursachen zwischen einem Herzinfarkt und einer Barbiturat-Vergiftung schwanken. Insgesamt umfasst das filmische Schaffen des Schauspielers von 1941 bis zu seinem Tod 1970 über 150 Film- und Fernsehproduktionen. Er wurde auf dem Valhalla Memorial Park Cemetery in North Hollywood bestattet.

## Filmografie (Auswahl)
- 1941: Sergeant York
- 1941: Dive Bomber
- 1942: Piraten im karibischen Meer (Reap the Wild Wind)
- 1945: Solange ein Herz schlägt (Mildred Pierce)
- 1949: Der Spieler (The Great Sinner)
- 1950: Rollschuh-Fieber (The Fireball)
- 1951: Die letzten Fünf (Five)
- 1951: Den Hals in der Schlinge (Along the Great Divide)
- 1951: Das Herz einer Mutter (The Blue Veil)
- 1952: Hat jemand meine Braut gesehen? (Has Anybody Seen My Gal?)
- 1952: Schüsse in New Mexico (The Duel at Silver Creek)
- 1952: Das Tor zur Hölle (Hellgate)
- 1952: The Star
- 1952: Wildes Blut (Ruby Gentry)
- 1953: Die Bestie der Wildnis (Arrowhead)
- 1953: Geheimdienst im Dschungel (China Venture)
- 1953: Donovans Hirn (Donovan’s Brain)
- 1953: Flug nach Tanger (Flight to Tangier)
- 1953–1955: The Cisco Kid (Fernsehserie, 5 Folgen)
- 1954: Terror in Block 11 (Riot in Cell Block 11)
- 1954: Adlerschwinge (Drums Across the River)
- 1954: Schachmatt (Pushover)
- 1954: Hölle 36 (Private Hell 36)
- 1954: Sie ritten nach Westen (They Rode West)
- 1954–1955: Polizeibericht (Dragnet; Fernsehserie, 4 Folgen)
- 1955: Rauhe Gesellen (The Violent Men)
- 1955: Sieben Reiter der Rache (Seven Angry Men)
- 1955: Umzingelt (The Marauders)
- 1955: In Acht und Bann (At Gunpoint)
- 1955/1958: Streifenwagen 2150 (Highway Patrol, Fernsehserie, 2 Folgen)
- 1955–1968: Rauchende Colts (Gunsmoke, Fernsehserie, 9 Folgen)
- 1956: Anklage: Hochverrat (The Rack)
- 1956: Vom Teufel verführt (The Rawhide Years)
- 1956: Blut an meinen Händen (Tension at Table Rock)
- 1956: Lockende Versuchung (Friendly Persuasion)
- 1956: Corky und der Zirkus (Circus Boy, Fernsehserie, Folge 1x09)
- 1957: Herrscher über weites Land (The Big Land)
- 1957–1960: Abenteuer im wilden Westen (Zane Grey Theater, Fernsehserie, 4 Folgen)
- 1957–1960: Perry Mason (Fernsehserie, 3 Folgen)
- 1957–1961: Maverick (Fernsehserie, 3 Folgen)
- 1958: I Married a Monster from Outer Space
- 1959: Abenteuer unter Wasser (Sea Hunt, Fernsehserie, Folge 2x02)
- 1959: Yancy Derringer (Fernsehserie, Folge 1x21)
- 1959: Lassie (Fernsehserie, Folge 5x31 Die Schleuder)
- 1959: Der zweite Mann (The Deputy, Fernsehserie, Folge 1x01)
- 1959: Menschen im Weltraum (Men Into Space, Fernsehserie, Folge 1x01)
- 1959–1960: Dennis, Geschichten eines Lausbuben (Dennis the Menace, Fernsehserie, 2 Folgen)
- 1959–1960: Der Texaner (The Texan, Fernsehserie, 3 Folgen)
- 1959–1963: Am Fuß der blauen Berge (Laramie, Fernsehserie, 10 Folgen)
- 1959–1964: Tausend Meilen Staub (Rawhide, Fernsehserie, 4 Folgen)
- 1960: Westlich von Santa Fé (The Rifleman, Fernsehserie, Folge 2x23)
- 1960: Die Unbestechlichen (The Untouchables, Fernsehserie, Folge 1x22)
- 1960/1961: Have Gun – Will Travel (Fernsehserie, 2 Folgen)
- 1960–1963: Bonanza (Fernsehserie, 3 Folgen)
- 1962: Bronco (Fernsehserie, Folge 4x11)
- 1962: Die Sprache der Gewalt (Pressure Point)
- 1962: Cheyenne (Fernsehserie, Folge 7x05)
- 1962: Die Leute von der Shiloh Ranch (The Virginian, Fernsehserie, Folge 1x10)
- 1962: Wer die Nachtigall stört (To Kill a Mockingbird)
- 1962: Sprung aus den Wolken (Ripcord, Fernsehserie, Folge 1x15)
- 1963: Sam Benedict (Fernsehserie, Folge 1x27)
- 1963: The Alfred Hitchcock Hour (Fernsehserie, Folge 1x28)
- 1963: Temple Houston (Fernsehserie, Folge 1x03)
- 1964/1966: Dr. Kildare (Fernsehserie, 2 Folgen)
- 1965/1966: Geächtet (Branded, Fernsehserie, 2 Folgen)
- 1966: Ein Mann wird gejagt (The Chase)
- 1966: Tennisschläger und Kanonen (I Spy, Fernsehserie, Folge 2x06)
- 1967: Time Tunnel (The Time Tunnel, Fernsehserie, Folge 1x23)
- 1967: Daniel Boone (Fernsehserie, Folge 4x04)
- 1967: Die Spur des Jim Sonnett (The Guns of Will Sonnett, Fernsehserie, Folge 1x05)
- 1969: Woody, der Unglücksrabe (Take the Money and Run)
- 1970: Abgerechnet wird zum Schluss (The Ballad of Cable Hogue)
- 1970: Little Big Man